# تاريخ مالي
تقع مالي في أفريقيا. يمكن أن يُقسم تاريخ منطقة مالي الحالية إلى:
- مالي قبل الإمبراطورية، وذلك قبل القرن الثالث عشر.
- تاريخ إمبراطورية مالي وإمبراطورية سونغاي خلال القرون بين الثالث عشر إلى السادس عشر.

تمتلك مالي حدود السودان الفرنسي نفسها التي رُسمت في عام 1891. تعد الحدود زائفة، وتوحد قسمًا من منطقة السودان الأكبر مع أجزاء من الصحراء الكبرى. نتيجة لذلك، تعتبر مالي دولة متعددة الأعراق وينتمي القسم الأعظم من سكانها إلى شعوب الماندي. يهيمن على تاريخ مالي دورها في التجارة عبر الصحراء الكبرى، إذ تصل غرب أفريقيا والمغرب. تعد مدينة تمبكتو المالية خير مثال على ذلك، إذ تقع على الحدود الجنوبية للصحراء الكبرى بالقرب من نهر النيجر، ولعبت دورًا مهمًا في التجارة عبر الصحراء الكبرى من القرن الثالث عشر فما بعد، تزامنًا مع تأسيس إمبراطورية مالي.

## السودان الفرنسي (1892-1960)
وقعت مالي تحت الحكم الاستعماري الفرنسي عام 1893. بحلول عام 1893، عين الفرنسيون حاكمًا مدنيًا للمنطقة، وأطلقوا عليها اسم السودان الفرنسي، ولكن استمرت المقاومة ضد الحكم الفرنسي. بحلول عام 1905، باتت معظم المنطقة تحت سيطرة فرنسية صارمة.
حُكم السودان الفرنسي بصفته جزءًا من اتحاد غرب أفريقيا الفرنسية وزود مستعمرات فرنسا بالعمالة على ساحل غرب أفريقيا. حصلت الجمهورية السودانية التي غيرت اسمها على استقلالها الذاتي الداخلي الكامل وانضمت إلى المجتمع الفرنسي. شكلت الجمهورية السودانية والسنغال اتحاد مالي في بدايات عام 1959. في 31 مارس 1960، وافقت فرنسا على منح اتحاد مالي استقلاله الكامل. في 20 يونيو 1960، أصبح اتحاد مالي دولة مستقلة وعُين موديبو كيتا أول رئيس لها.

## الاستقلال (1960-الحاضر)
بعد انسحاب السنغال من الاتحاد في أغسطس عام 1960، تحولت الجمهورية السودانية إلى جمهورية مالي في 22 سبتمبر 1960، برئاسة موديبو كيتا. تحرك الرئيس موديبو كيتا، الذي تبع لحزب الاتحاد السوداني -التجمع الديمقراطي الأفريقي المسيطر على السياسة قبل الاستقلال (بصفته عضوًا في التجمع الديمقراطي الأفريقي)، وأعلن سريعًا عن دولة الحزب الواحد واتبع سياسة اشتراكية قائمة على التأميم واسع النطاق. انسحب كيتا من المجتمع الفرنسي وتمتع بعلاقات وثيقة مع الكتلة الشرقية. أدى تدهور الاقتصاد المستمر إلى اتخاذ قرار بالانضمام مجددًا لمنطقة الفرنك عام 1967 وتعديل بعض الزيادات الاقتصادية.
قامت ثورة الطوارق في شمال مالي بين عامي 1962-1964.

### حكم موسى تراوري
في 9 نوفمبر 1968، قامت مجموعة من الضباط الشباب بانقلاب أبيض وشكلوا لجنة عسكرية للتحرير الوطني مكونة من 14 عضوًا (سي إم إل إن)، وعُين الرائد موسى تراوري رئيسًا لها. حاول القادة العسكريون متابعة الإصلاحات الاقتصادية، ولكن واجهوا لسنوات عديدة صراعات سياسية داخلية منهكة وعانوا من الجفاف الكارثي في منطقة الساحل.
جرت الموافقة على دستور جديد عام 1974، ونص على تأسيس دولة الحزب الواحد ووُضع لينقل مالي إلى الحكم المدني. بقي القادة العسكريون في السلطة رغم ذلك. في سبتمبر 1976، تأسس حزب سياسي جديد سُمي الاتحاد الديمقراطي للشعب المالي (يو دي بّي إم)، وقام على مفهوم المركزية الديمقراطية. أُجريت الانتخابات الرئاسية والتشريعية في يونيو عام 1979، وحصد الجنرال موسى تراوري 99% من الأصوات. قوبلت جهوده لإرساء حكم الحزب الواحد بمظاهرات طلابية مناهضة للحكومة عام 1980، وأدت المظاهرات إلى ثلاث محاولات انقلابية قُمعت بوحشية.
استقر الوضع السياسي في عامي 1981 و1982، وبقي مستتبًا عمومًا طوال ثمانينيات القرن العشرين. في أواخر ديسمبر عام 1985، اندلع نزاع حدودي بين مالي وبوركينا فاسو على قطاع أغاشير الغني بالمعادن وتحول إلى حرب قصيرة. نشر الاتحاد الديمقراطي للشعب المالي هيكله إلى الدوائر الإدارية في أنحاء البلاد.
حولت الحكومة انتباهها إلى الصعوبات الاقتصادية في مالي، ووافقت على عدة مخططات لإجراء إصلاحات في نظام مؤسسات الدولة، وحاولت السيطرة على الفساد العام. نفذت تحرير تسويق الحبوب ومنحت حوافزًا للمشاريع الخاصة وتوصلت إلى اتفاقية تعديل هيكلي جديدة مع صندوق النقد الدولي (آي إم إف). زاد شعور السكان بعدم الرضا نتيجة إجراءات التقشف التي فرضتها خطة صندوق النقد الدولي، فضلًا عن تصورهم أن النخبة الحاكمة لا تخضع لنفس القيود. سمح نظام تراوري ببعض التحرر السياسي المحدود استجابة للمطالب المتزايدة بالديمقراطية التعددية التي اجتاحت القارة آنذاك. في انتخابات الجمعية الوطنية في يونيو 1988، سُمح للعديد من مرشحي الاتحاد الديمقراطي للشعب المالي بالتنافس على كل مقعد، ورتب النظام مؤتمرات على مستوى البلاد للنظر في كيفية تطبيق الديمقراطية في إطار الحزب الواحد. رفض النظام رغم كل ما سبق الانتقال إلى نظام ديمقراطي كامل.
بحلول عام 1990، بدأت حركات معارضة متماسكة بالظهور، منها لجنة المبادرة الوطنية والتحالف من أجل الديمقراطية في مالي (أديما). كان الوضع السياسي متزايدُ الاضطراب معقدًا بسبب تصاعد أعمال العنف العرقية في الشمال في منتصف عام 1990. أدت عودة أعداد كبيرة من الطوارق الذين هاجروا إلى الجزائر وليبيا خلال فترة الجفاف الطويلة إلى زيادة التوتر في المنطقة بين البدو الطوارق والسكان المستقرين. فرض نظام تراوري حالة الطوارئ وقمع قلقلة الطوارق متذرعًا بخوفه من قيامهم بحركة انفصالية في الشمال. وُقعت اتفاقية للسلام في يناير عام 1991، ولكن استمرت الاضطرابات والاشتباكات المسلحة بصورة دورية.

### الانتقال إلى الديمقراطية التعددية
ازدادت المطالب الساعية لديمقراطية تعددية في مالي، شأنها في ذلك شأن باقي البلدان الأفريقية. سمحت حكومة تراوري بفتح ضئيل للنظام، وتضمن ذلك تأسيس صحافة مستقلة وجمعيات سياسية مستقلة، ولكنها أصرت على أن مالي ليست جاهزة للديمقراطية بعد. اندلعت أعمال شغب طلابية مناهضة للحكومة مجددًا في بدايات عام 1991، ولكنها تلقت الدعم هذه المرة من العاملين في الحكومة وغيرهم. في 26 مارس 1991، اعتُقل الرئيس تراوري بعد أربعة أيام من أعمال الشغب المكثفة المناهضة للحكومة، من قبل مجموعة مكونة من 17 ضابطًا عسكريًا بقيادة أحمد توماني توري، وعُلق العمل بالدستور.
بعد بضعة أيام، انضم هؤلاء الضباط إلى اللجنة التنسيقية للجمعيات الديمقراطية ليشكلوا سوية هيئة حاكمة مكونة من 25 فردًا بأغلبية من المدنيين، سُميت اللجنة الانتقالية لإنقاذ الشعب (سي تي إس بّي). شكلت اللجنة الانتقالية لإنقاذ الشعب حكومة برئاسة مدنية. أفضى مؤتمر وطني عُقد في أغسطس عام 1991 إلى مشروع دستور (قُبل بناء على استفتاء أُجري في 12 يناير 1992)، وميثاق للأحزاب السياسية وقانون للانتخابات. سُمح بتشكيل الأحزاب السياسية بحرية.
انتُخب رئيس ومجلس وطني ومجالس بلدية بين يناير وأبريل من عام 1992. في 8 يوليو 1992، نُصّب مرشح التحالف من أجل الديمقراطية في مالي المدعو ألفا عمر كوناري رئيسًا لجمهورية مالي الثالثة.
في عام 1997، واجهت محاولات تجديد المؤسسات الوطنية عبر انتخابات ديمقراطية بعض الصعوبات الإدارية، ما أدى إلى صدور أمر من المحكمة بإلغاء الانتخابات التشريعية المقررة في أبريل من عام 1997. أظهرت المناورة القوة الساحقة التي تمتع بها حزب التحالف من أجل الديمقراطية في مالي بزعامة الرئيس كوناري، ما دفع بعض الأحزاب المهمة الأخرى إلى مقاطعة الانتخابات اللاحقة. فاز الرئيس كوناري بالانتخابات الرئاسية ضد معارضة ضعيفة في 11 مايو. حصل التحالف من أجل الديمقراطية في مالي على أكثر من 80% من مقاعد الجمعية الوطنية في الانتخابات التشريعية التي أُجريت على جولتين في 21 يوليو و3 أغسطس.

## مزيد من القراءة
- كانتي، مادي إبراهيم (2016). «التحول الديمقراطي في جمهورية مالي منذ عام 1991». (الطبعة الأولى)، المكتب العربي للمعارف، (ردمك 9772768658)